# 弗雷德·彭特蘭
弗雷德里克·比肯斯菲爾德·彭特蘭（英語：Frederick Beaconsfield Pentland, 1883年7月29日—1962年3月16日）是一位英格蘭足球運動員及主教練，司職前鋒，曾效力布力般流浪、昆士柏流浪及米德尔斯堡，並曾經代表英格蘭上陣。不過，最為人所知的是他在西班牙的執教工作，他在那裡曾執教畢爾包及馬德里體育會等球會，他在德國和法國都有短暫的執教經歷。在第一次世界大戰期間，他被拘禁在德國柏林附近的魯赫本戰俘營（Ruhleben Prisoner of War Camp）。
他在畢爾包執教的時候常戴著圓頂硬禮帽，因而有「禮帽」的稱號。他帶領畢爾包兩度奪得西班牙甲組足球聯賽冠軍，五度奪得西班牙國王盃，他至今仍是畢爾包最成功的主教練。在西班牙內戰爆發之前，他返回英格蘭短暫出任賓福特的助理教練，接著轉任巴羅主教練。1959年，畢爾包邀請彭特蘭到西班牙踢對的紀念賽，獲頒卓越成員獎章。彭特蘭在1962年逝世，畢爾包為他在聖馬梅斯體育場舉行悼念儀式。他被葬在的利奇特馬特拉弗斯（Lytchett Matravers）。

## 球員生涯
彭特蘭曾經是槍支製造助理員，並曾經在伯明翰地區的多家俱樂部青年隊踢球，他在1903年加盟黑池。他在黑池待了一段短時間後轉會到布力般流浪，直至1906年。在布力般流浪效力期間，（Samuel Wolstenholme）也是他的隊友。他在賓福特效力了一個賽季後加盟昆士柏流浪，幫助球隊奪得1908年南部聯賽錦標，並在社區盾上陣對甲級聯賽冠軍球隊曼聯。1908年，彭特蘭加盟米德尔斯堡，與（Alf Common）及（Steve Bloomer）並肩作戰。在米杜士堡效力期間，彭特蘭代表英格蘭上陣五次，與（Vivian Woodward）一起幫助英格蘭奪得1909年英國本土四角錦標賽冠軍。1912年8月，彭特蘭加入中部足球俱樂部夏利法斯，翌年2月轉投史篤城，他在1913年12月重投夏利法斯 。他在1914年4月的一場比賽裡因膝部受傷而要掛靴。

## 德國被囚
掛靴後，他在1914年來到柏林執教德國國奧隊。不過，第一次世界大戰在數個月後爆發，他被拘留在柏林斯潘道地區的魯赫本戰俘營，這個戰俘營收容了4,000至5,500人，形成了一個小社區，足球成為了營裡的流行運動。營裡組織了一些杯賽及聯賽，約1,000人會觀看一些較大型的比賽。在戰俘營裡，彭特蘭在組織比賽和踢球上享負盛名，他是魯赫本足協的主席，並經常在戰俘營的刊物上撰寫有關足球的文章。
彭特蘭是為數不多被關押在魯赫本戰俘營的職業足球員，包括其俱樂部前隊友及英格蘭國腳隊友及、經驗豐富的英格蘭門將、蘇格蘭國腳、德國國腳及前及熱刺球員。1915年5月2日，由彭特蘭、沃斯登荷姆、布里爾利及般馬等人組成的英格蘭十一人對陣由金馬倫領導的世界十一人。在戰爭接近結束時，營內舉行了名為「同盟國賽事」的三角賽，由英國十一人、法國十一人及比利時十一人角逐。彭特蘭一直到戰爭結束才回國，他在英格蘭西郡地區療養時遇到一名在志願救護支隊工作的護士，後來迎娶了她。

## 法國國奧
1920年，彭特蘭執教法國挺進奧運會。法國直接進入八強以3-1擊敗了意大利，但他們在準決賽以1-4不敵捷克斯洛伐克。比賽的最後階段變得了一場鬧劇，導致法國錯失了奪得銀牌的機會。捷克斯洛伐克在決賽因不滿裁判的表現而離場，比利時自動奪得金牌。捷克斯洛伐克被取消了資格，賽事安排了一場比賽來決定銀牌和銅牌得主。法國和彭特蘭認定他們已出局，並且已經回國，使西班牙奪得了銀牌。

## 在西班牙的執教
1920年，彭特蘭執教桑坦德競技，但在一個賽季後便被畢爾包挖角。他革新了畢爾包的踢球方式，偏愛短傳。他在1923年帶領球隊奪得西班牙國王盃。在1925年，他轉到馬德里體育會執教，並在1926一舉帶領球隊打入西班牙國王盃決賽。他在一個賽季後再轉到皇家奧維耶多。他在1927年重返馬德里體育會，奪得中部錦標賽冠軍，他在西班牙甲組足球聯賽創立時仍是馬德里體育會的主教練。1929年5月，他也是西班牙的教練，協助主教練若澤·馬里亞·馬特奧斯在馬德里體育會的主場馬德里都會球場（Estadio Metropolitano de Madrid）以4-3擊敗英格蘭 ，使西班牙成為了第一支英國以外的球隊擊敗英格蘭。
彭特蘭在1929年重返畢爾包，在1930年及1931年帶領球隊奪得西甲及西班牙國王盃雙料冠軍。他們在1930年至1933年間連續四次奪得西班牙國王盃，並且在1932年及1933年都以第二名完成賽季。畢爾包也因巴塔、（Guillermo Gorostiza）等高效射手而聞名。他在1931年炮制出12-1大勝的戰績，這是巴塞隆拿最大的一場敗仗 。他在1933年第三度執教馬德里體育會，但隨著西班牙內戰的爆發，他返回了英格蘭。

## 榮譽

### 主教練
畢爾包
- 西班牙甲組足球聯賽：2次
  - 1929-30年、1930-31年
- 西班牙國王盃：5次
  - 1923年、1930年、1931年、1932年、1933年
- 比斯開冠軍杯：5次
  - 1923-24年、1924-25年、1930-31年、1931-32年、1932-33年

馬德里體育會
- 中部錦標賽：1次
  - 1927-28年

### 球員
昆士柏流浪
- 英格蘭足球南部聯賽：1次
  - 1907-08年

英格蘭
- 英國本土四角錦標賽：1次
  - 1909年

## 註腳
1. ↑  Cohen 1917，第144頁
2. ↑  Brentnall 2009，第140頁
3. ↑  （英文）.   [2012-06-25]. （原始内容存档于2019-08-04）.
4. ↑  Royal Horticultural Society 1988，第531頁
5. 1 2  Ball 2003，第70頁
6. 1 2  Mallon & Bijkerk 2008，第195頁
7. ↑  Lennox 2009，第100頁
8. ↑  （英文）. englandstats.com.   [2012-06-26]. （原始内容存档于2021-12-24）.
9. ↑  Mason 1975，第119頁
10. ↑  （英文）Richard Thorpe. . La Columna.   [2012-06-26]. （原始内容存档于2008-01-02）.